# Aviasud Sirocco
Die Aviasud Sirocco ist ein einsitziges Ultraleichtflugzeug mit Bugradfahrwerk des französischen Herstellers Aviasud Engineering aus dem Jahr 1983, das sowohl als Bausatz als auch als fertiges Flugzeug verfügbar war. Der Propeller ist in Pusher-Konfiguration angeordnet. Der Rumpf besteht aus GFK. Im Jahr 1984 flog Patrice Franceschi eine Sirocco bei seiner Weltumrundung.
Im Jahr 1989 übernahm das belgische Unternehmen Aériane die Produktion. 2007 wurden die Rechte an der Sirocco an den niederländischen Hersteller Aero Consult Light Aircraft verkauft. Aero Consult überarbeitete Leitwerk und Tragflächen und entwickelte aus der Scirocco die AC Sirocco nG. Die Sirocco nG absolvierte ihren Jungfernflug im Mai 2009. Sie ist sowohl als Bausatz als auch in einer leichteren Version im fertigen Zustand verfügbar.

## Konstruktion
Die Tragflächen des einsitzigen Hochdeckers sind für den Transport abnehmbar. Der Flügelvorderteil besteht aus einem Holm und einer Profilnase aus GFK verstärkt durch einen Metallholm. Das Profil wird durch Spanten aus Aluminium geformt. Der hintere Holm besteht aus laminiertem GFK. Die drei Teile werden durch Druckstangen, Seile und die Spanten zusammengehalten. So werden Form und Spannung der Stoffbespannung sichergestellt. Die Tragflächen sind mittels Seilen und einem Stützbalken am Rumpf befestigt.
Der Rumpf und das Seitenleitwerk bestehen aus zwei Halbschalen aus GFK, die miteinander verklebt sind. Das Fahrwerk besteht aus glasfaserverstärktem Epoxidharz. Das Hauptfahrwerk ist flexibel. Das Bugrad ist steuerbar und mit einer Trommelbremse ausgerüstet. Die Steuerung erfolgt über einen Hebel an der rechten Seite des Cockpits.
Für den Antrieb kommen Zweitaktmotoren im Bereich von einem König SC 430RD mit 24 PS (18 kW) bis zu einem Rotax 447 mit 40 PS (29 kW) zum Einsatz. Der Motor ist an der Rückseite des Stützmastes montiert. Das Anlassen erfolgt mit einem manuellen Starter.
Der Pilot befindet sich im Cockpit in einer liegenden Position. Die Kanzel ist für Flüge bei warmem Wetter abnehmbar. Für den Winter verfügt das Flugzeug über eine elektrische Heizung. Des Weiteren verfügt das Cockpit über einen Dreipunktgurt und einen feststehenden Sitz. Die Pedale sind in drei Positionen einstellbar.

## Technische Daten
| Kenngröße            | Daten             |
| -------------------- | ----------------- |
| Besatzung            | 1                 |
| Passagiere           | 0                 |
| Länge                | 16,66 ft (5,1 m)  |
| Spannweite           | 33 ft (10,1 m)    |
| Höhe                 | 9,167 ft (2,8 m)  |
| Flügelfläche         | 141 ft² (13,1 m²) |
| Leermasse            | 289 lb (131 kg)   |
| max. Startmasse      | 547 lb (248 kg)   |
| Reisegeschwindigkeit | 43 kn (80 km/h)   |